# Paxilline (protéine)
Ne pas confondre avec Paxilline (alcaloïde)
La paxilline (en anglais paxillin) est une protéine intracellulaire qui s'associe avec une intégrine dans des complexes sous-membranaires appelés adhésions focales (en) participant à l'adhésion cellulaire. La paxilline pourrait être impliquée dans le signal transmis par les intégrines à la taline (en) et à la tensine (en). Son gène est le PXN situé sur le chromosome 12 humain.